# Myon

Myonsönderfall sker genom W-bosoner (svag växelverkan).

En myon är en elementarpartikel i fysiken som upptäcktes 1937. Den liknar elektronen bland annat eftersom den också har en negativ laddning, men har betydligt högre massa (105,6 MeV/{\displaystyle c^{2}} jämfört med 0,511 MeV/{\displaystyle c^{2}}). Myoner tillhör, liksom elektroner, gruppen leptoner. Myonen är instabil med en medellivslängd på 2,2 · 10-6 s (2,2 miljondels sekund). 
Myoner uppstår i den övre atmosfären genom kosmisk strålning.